# Katri Ylander
Katri Marianne Ylander (ur. 17 grudnia 1985 w Harjavalta) – fińska wokalistka.
Popularność zdobyła zajmując w grudniu 2005 r. drugie miejsce w fińskiej edycji Idola.

## Dyskografia
| Katri Ylander               | - Data: 14 czerwca 2006 - Wydawca: Sony BMG Music      | 3  | - FIN: 19 378+ | - FIN: złota płyta |
| Kaikki Nämä Sanat           | - Data: 31 października 2007 - Wydawca: Sony BMG Music | 13 | - FIN: 24 068+ | - FIN: złota płyta |
| Valvojat                    | - Data: 2 września 2009 - Wydawca: RCA, Sony Music     | 6  |                |                    |
| Uusi Maa                    | - Data: 13 września 2013 - Wydawca: Suomen Musiikki    | 35 |                |                    |
| „—” album nie był notowany. |                                                        |    |                |                    |